# Luise Hölder
Luise Friederike Wilhelmine Hölder (geb. Faber, Pseudonym Luise Hold; * 24. Februar 1763 in Stuttgart; † 19. April 1843 in Aalen) war eine deutsche Schriftstellerin.

## Leben
Luise Hölder war die Tochter des Präzeptors Tobias Friedrich Faber und der Wilhelmine Elisabeth Auguste, geb. Sanguin. Sie heiratete 1785 den Stadtamtmann Ludwig August Hölder (1756–1835) in Sommerhausen bei Würzburg. Sie lebten ab 1789 in Gaildorf und später in Aalen und sollen elf Kinder gehabt haben.

## Schaffen als Schriftstellerin
1821 begann Hölder zu schreiben. Bekannt ist sie als Kinder- und Jugendbuchschriftstellerin, daneben schrieb sie weitere sowohl moralische als auch unterhaltende Texte.

## Werke

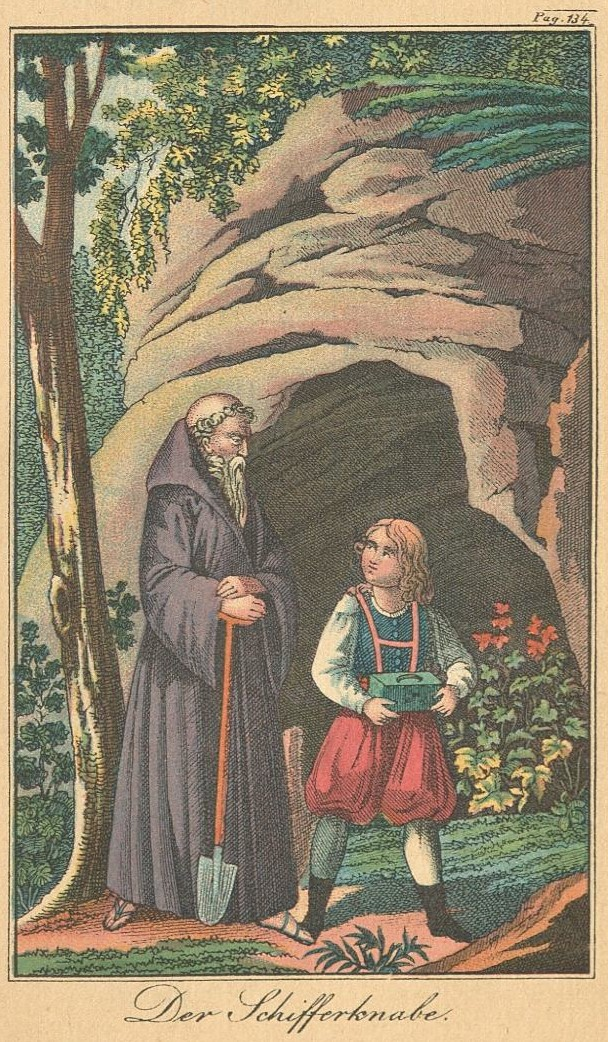
Illustration in Euthymia (1828)

- Neues Kindertheater zur Unterhaltung und Belehrung durch Beispiele. Erstes Bändchen Nürnberg: Bauer/Raspe 1821 (Digitalisat)

1. Die Neugierige. Lustspiel in zwei Akten
2. Die bestraften Wildfänge. Lustspiel in einem Akt
3. Das Vogelschießen. Lustspiel in drei Akte

- Geschichtlicher Erntekranz: für Kinder von 6 bis 12 Jahren in den auserlesensten und für ihr zartes Begriffs-Vermögen anschaulich dargestellten Völker- und Weltbegebenheiten der mittlern und neuern Zeit. Zeh 1825
- Rückreise Robinsons des Jüngern nach seinem Eilande in Begleitung seiner Kinder: ein moralisches und naturhistorisches Lesebuch für die Jugend. 2. Aufl. Nürnberg: Bauer/Raspe 1827 (Digitalisat)
- Die Familie Lindorf. 1828
- Fromme Erzählungen. Ein Familiengemälde in fortlaufenden Erzählungen zur Erweckung religiöser Gefühle, zur Belehrung und Unterhaltung der Jugend jeden Alters. Nürnberg: Haubenstricker/Ebner 1829 (Digitalisat)
- Unterhaltende Fabeln und Erzählungen aus der Naturgeschichte der Fische, Käfer, Insekten, des Gewächs- und Mineralreichs: für kleinere Kinder die sich zu dieser Wissenschaft vorbereiten wollen. Leipzig: Cnobloch, 1830.
- Religiös-moralische Erzählungen. Ein Familiengemälde in fortlaufenden Erzählungen zur Erweckung religiöser Gefühle, zur Belehrung und Unterhaltung der Jugend jeden Alters. Zweiter Band. Nürnberg: Ebner 1831 (Digitalisat)
- Euthymia : erheiternde und gemüthliche Erzählungen für die Jugend beiderlei Geschlechts : mit 6 Kupfern. Leipzig : Magazin für Industrie und Literatur, 1832
- Allerlei Schauspiele. 1832
- Kleine Schauspiele zum Nutzen und Vergnügen der Jugend. Wien: Gerold 1835 (Digitalisat)

1. Das Namensfest. Lustspiel in drei Aufzügen
2. Die Modedamen. Lustspiel in einem Akt
3. Das Gespenst. Schauspiel in einem Akt
4. Die arbeitsamen Kinder. Lustspiel in einem Akt
5. Die Bescherung am St. Thomastage. Nachspiel in zwei Aufzügen
6. Die neugierige Pauline. Schauspiel in einem Akt
7. Der Maskenball. Lustspiel in zwei Aufzügen
8. Das bestrafte Verbrechen. Schauspiel in einem Akt
9. Der Schwarzkünstler. Schauspiel in zwei Aufzügen
10. Der Geburtstag. Lustspiel in zwei Aufzügen
11. Die versäumte Lustreise. Schauspiel in einem Akt
12. Die Nacht im Walde. Schauspiel in zwei Aufzügen
13. Reiseabentheuer auf dem festen Lande, zu Meer und auf einer wüsten Insel.

- Ein Lehrreiches und belustigendes Unterhaltungsbuch für die reifere Jugend. Nürnberg: Raspe 1835 (Digitalisat)
- Dramatisirte Sprüchwörter zur schauspielmässigen Darstellung eingerichtet. München: Jaquet 1838 (Digitalisat)

1. Der Schein betrügt (Schauspiel in zwei Akten) Was der Mensch werth ist, widerfährt ihm (Schauspiel in einem Akt)
2. Bet‘ und arbeit‘, Gott hilft allezeit (Lustspiel in einem Akt) Wer hoch steht, der sehe wohl zu daß er nicht falle (Schauspiel in einem Akt)
3. In der Noth erkennt man den Freund (Schauspiel in zwei Akten)
4. Die guten Kinder sind der Eltern größter Segen (Schauspiel in drei Akten)
5. Die Morgenstunde, Hat Gold im Munde (Lustspiel in einem Akt)
6. Was man in der frühen Jugend treibt, Auch später gerne hangen bleibt (Schauspiel in einem Akt) Zuerst gethan, hernach bedacht, Hat manchen in groß Leid gebracht (Lustspiel in einem Akt)
7. Wie die Alten, so die Jugend (Drama in zwei Akten)

- Lehrreiche Mährchen zur Bildung und zum Vergnügen jugendlicher Herzen. München: Jaquet 1838 (Digitalisat)